# Seiya Murai
Seiya Murai (村井聖夜 Murai Seiya?) es uno de los más frecuentes compositores de pop'n music y actualmente forma parte de la empresa Konami. Su historia con Konami remonta aproximadamente en el año 1990 donde comenzó a crear música para varios juegos de Mega Drive y también pistas de música para el popular (en su momento) Tokimeki Memorial Vocal CD, así como la compañía red desarrolladora de RPG de simulador de citas Mitsumete Knight en 1998. Al unirse a Konami, creó diversas canciones para las franquicias de pop'n music y 'Keyboardmania.
Actualmente se sabe que el nombre "Seiya Murai" no es su verdadero nombre, ya que el mismo artista decidió no publicar su nombre real, al igual que el año en que nació.

## Música principal
Las siguientes abreviaturas en paréntesis señalan la primera aparición del nombre de la serie y la versión de cada modelo de la canción. Versiones en consolas son descritas como CS.

### WORLD SEQUENCE
- Beyond the Ocean (KM2nd)
- 龍舞～DRAGON DANCE～ (PM5)
- 龍舞～DRAGON DANCE Revision-2～ (PM7)[4]
- Tir na n'Og (PM8)
- CLOUD (ee'MALLでpm用楽曲として配信、PM14で通常解禁)
- ラブ・アコーディオン (PM10) / WORLD SEQUENCE plays "mon cheri H.T."[4]
- YOLCU MUSTAFA (PM11)
- home. (PM12 いろは) / 秋桜+WORLD SEQUENCE
- THE MAN FROM FAR EAST (PM15 ADVENTURE、『みつめてナイト』BGMのアレンジ)[5]
- forest song (PM14CS FEVER!) / MIKI-CHANG + Worldsequence[6]
- GEO SONG (PM17 THE MOVIE)/ world sequence feat.Sana
- 風／雷 (GFDM XG2)
- 双つ雲と暁の奏 (GFDM XG3)
- Life Connection (jubeat saucer)
- Qipchãq (DDR 2013)

### V.C.O.
- ELECTRONISM (PM4)/（多少聞こえづらいが）VOCAL曲
- STEAM AND DREAM (KM2nd)
- うるとら★ボーイ (PM6) / V.C.O. featuring Yuko Asai（浅井裕子との共作）
- CHICKEN CHASER (PM7)
- 0/1 ANGEL (PM8) / V.C.O. featuring Alt
- コンピューターおばあちゃん (PM9、『みんなのうた』の曲のアレンジカバー) / V.C.O. featuring Alt[5]
- さんぽのうた (ee'MALL2ndでPM用楽曲として配信、PM15 で通常解禁) / V.C.O.+ALT
- AUSLANDSGESPRÄCH (PM11)
- 乱 (PM12 いろは)
- flutter (PM14 FEVER!) / 裕紀子+V.C.O.[6]（コナミスクールのピアノ講師である 裕紀子との共作）
- ZIN-DEN-GO (PM17 THE MOVIE)
- 五七五 (PM18 せんごく列伝)
- HEAT-BIT-HIT-BEAT (jubeat copious APPEND)

### エレハモニカ
- 電気人形 (PM7) / フレディ波多江 とエレハモニカ
- 禁じられた契約 (PM9) / フレディ波多江とエレハモニカ
- 絡繰男爵奇譚 (PM10)
- Der Wald (PM13 カーニバル)
- Quiet (PM15 ADVENTURE) / フレディ波多江とエレハモニカ
- DOES NOT COMPUTE (PM20 fantasia/portable2) / フレディ波多江とエレハモニカ feat.ALT

### ナチュラルベア（natural bear）+ Kiyommy+Seiya
- 透明なマニキュア (PM4) / Kiyommy+Seiya
- 恋は天然 (PM4) / ナチュラルベア
- まっさら（MA-SSA-RA） (KM2nd (KM3rdにLong Ver.も収録) / PM8) / natural bear
- Pink Rose (KM3rd / PM5 cs / DDR EXTREME / IIDX12 HAPPY SKY / jubeat saucer) / Kiyommy+Seiya
- スウィーツ (PM7) / natural bear
- 透明なマニキュア moonlit mix (PM7) / Kiyommy+Seiya[4]
- 掌の革命 (PM9) / Kiyommy+Seiya[5]

### SEIYA / SEIYA MURAI / seiya-murai
- お江戸花吹雪 TEYAN-day MIX (PM5) / 高田香里 ReMIXed by SEIYA[4]
- Limitation (KM3rd) / Seiya Murai
- SCI-FI (PM10) / SEIYA+A.I.Units
- Leaving… (IIDX13 DistorteD) / SEIYA MURAI meets “eimy”
- the trigger of innocence (IIDX15 DJ TROOPERS) / Seiya Murai
- 鉄甲乙女 -under the steel- (IIDX 16 EMPRESS) / Seiya Murai
- 隅田川夏恋歌 (jubeat ripples) / seiya-murai feat.ALT
- To The Future (IIDX 17 SIRIUS) / seiya-murai
- S-S-PM&R (欧米向けWii版PM) / seiya-murai[7]
- La Mar (IIDX 18 Resort Anthem) / seiya-murai feat.David Solanes Venzala
- O・KU・NI (PM18 せんごく列伝) / seiya-murai feat. 楽芭
- KUNG-FU MAMA (jubeat knit) / seiya-murai feat. ALT
- Linear Locomotive Love (PM19 TUNE STREET) / seiya-murai feat.ALT
- Spring Pain (GFDM XG2) / seiya-murai feat.ALT
- まるでマトリョーシカ (RB limelight) / seiya-murai feat.ALT
- GIGANT (IIDX 19 Lincle) / seiya-murai
- REBORN MAGIC (DDR X3 vs 2ndMIX) / seiya-murai meets “eimy”
- Baby Bleep March (jubeat saucer) / seiya-murai
- 8bit Princess (IIDX 20 tricoro) / seiya-murai feat. ALT
- そして世界は音楽に満ちた (pm20 fantasia) / wac+seiya[8]
- PEACEFUL PLANET PARTY (PM Sunny Park)/ seiya-murai + A.I.Units
- みんな笑った (RB colette -Spring-) / seiya-murai feat.凸BOT娘
- 晴天Bon Voyage (私立BEMANI学園) / TOMOSUKE×seiya-murai feat.ALT
- ガラス越し→バイなう (GITADORA) / seiya-murai feat.ALT
- 未来（ダ）FUTURE (ミライダガッキ) / seiya-murai
- Velvet Sentiment (RB colette -All Seasons-) / seiya-murai

### 他名義の楽曲 (主に作曲、編曲。ときどき作詞)
- Mighty Guy (KM (PS2版にLong Ver.も収録)/PM16) / CHIHOMI名義 （pmp2/PM20にて、荒牧陽子によるカバー版が収録）
- WE TWO ARE ONE (pop'n stage ex / PM4 (PM9 にLong Ver.も収録) ) / Lala Moore
- 今宵Lover's Day (PM4 (PM8 にLive Ver.も収録) ) / ミッキー・マサシ
- TOON MANIAC (PM4) / Theme from "TOON MANIA"
- birds (PM4) / Sana
- 愛言葉～アイコトバ～ (PM4) / 課長とマミちゃん
- Tap'n! Slap'n! Pop'n Music! (PM4) / Popper Head
- Quick Master Millennium mix (PM4) / act deft/Millennium Project[4]
- Hi-Tekno Millennium mix (PM4) / Hi-Tekno/Millennium Project[4]
- すれちがう二人 Millennium mix (PM4) / aprésmidi/Millennium Project[4]
- Hear My Love Song (KM2nd) / SAKI
- クチビル (PM5) / 中山マミ
- WITHOUT YOU AROUND (PM5) / GEILA.Z
- 天麩羅兄弟 (PM5) / TEMPULA-BROS.
- どうなっちゃったって (PM5) / チャーミングス
- POP-STEP-UP (PM5) / SOUNDROID
- Candy Blue～Vocal Best Version (PM5) / 浅井裕子[4]
- Love Is Strong To The Sky～V.B.-Remaster (PM5) / SAORI[4]
- マシュマロ・マーチ (PM6) / まろりんズ
- ホノホノ (PM8) / YASHI GANI
- 어찌됐든（オッチ ドゥェ テゥン） (PM9) / Ahn Sungyoon[4]
- This way (PM10) / HIROMI
- スウィーツ～instrumental (PM10) / private states[4]
- Space Dog (PM11) / Sana
- 烏 (PM11) / 黒踊社中[5]
- ANAHONIKUY -雪の華PuzzLeMix- (PM11) / moonlit[4]
- New days (PM12 いろは) / ko-saku[6]
- Trick or Treat! (PM12 いろは) / Three Little Evils
- Pop'n Xmas 2004 ～電子ノウタゴエ～ (PM12 いろは) / strawberry barium "s"[9]
- キボウノタネ (PM13 カーニバル) / 秋桜
- fffff（フォルテシシシシモ） (PM13 カーニバル/IIDX15CS/IIDX19 Lincle) / Five Hammer
- DAWN (PM13 カーニバル) / PARSEC[10]
- しっぽのロック (GuitarFreaksV2 / DrumManiaV2) / 板橋ギャング[11]
- fragments (PM14 FEVER!) / 秋桜
- PARTY A GO GO ☆ (PM14 FEVER!) / サドルシューズ[12]
- オトメルンバ♪ (PM14 FEVER!) / るるるSYSTEM[10]
- BBLLAASSTT!! (PM14 FEVER!) / five sticks
- セイント★セイジのうた (PM13 カーニバル cs) / 西本英雄ともうしま児童合唱団[6]
- ニワトリなのだ (PM13カーニバル cs) / A.I.Units
- TRANOID (IIDX14 GOLD) / T&S seq. factory[11]
- 走り続けて (PM15 ADVENTURE) / 秋桜
- 恋のミラクル☆ (pm15 ADVENTURE) / るるるSYSTEM[10]
- EFFECT (PM16 PARTY) / mu-Ray-ZY[13]
- existence (PM16 PARTY) / parsec[10]
- Have a good dream. (PM16PARTY) / private states
- The Aim of Nautilus (PM17 THE MOVIE) / mu-Ray
- fffff op.2 (PM17 THE MOVIE) / Five Hammer
- Invincible (GFDM XG) / 80Apes
- 風と自転車 （PM19 TUNE STREET） / ウォリ＆荒牧陽子